# Grote tritonia
De grote tritonia (Tritonia hombergii) is een slakkensoort uit de familie van de Tritonia's (Tritoniidae). De wetenschappelijke naam van de soort werd in 1803 voor het eerst geldig gepubliceerd door Georges Cuvier.

## Beschrijving
De grote tritonia is een grote, brede zeenaaktslak zonder rugtentakels, met een maximale lichaamslengte van 200 mm. De kleur varieert van wit, lichtbruin, geeloranje tot donker paarsbruin. De mantel draagt veel zachte, boomachtige franjes aan de rand, die als kieuwen fungeren. De rug is bedekt met zachte ronde wratachtige tuberkels die ter verdediging een irriterende stof kunnen afscheiden. De rinoforen zijn vertakt aan de uiteinden en kunnen, zoals bij alle Tritonia-soorten, teruggetrokken worden in een schede. Er zijn veel kleine uitsteeksels op de mondsluier.

## Verspreiding
De grote tritonia komt voor in de oostelijke Atlantische Oceaan, van Noorwegen tot de Spaanse kust in de Middellandse Zee. Oudere dieren verschuilen zich vaak in rotsspleten of aan de onderkant van stenen. Jonge dieren hebben lichtere kleur waardoor ze goed gecamoufleerd zijn tussen hun voedsel. Dit voedsel bestaat uitsluitend uit het zachte koraal Dodemansduim (Alcyonium digitatum).